# 221 a.C.

## Eventos
- Públio Cornélio Cipião Asina e Marco Minúcio Rufo, cônsules romanos. Marco Emílio Lépido, pela segunda vez, possivelmente foi nomeado cônsul sufecto.
- Fábio Máximo foi nomeado ditador e escolheu Caio Flamínio como seu mestre da cavalaria.
- Fundação por Shi Huangdi, na China, da Dinastia Qin (até 207 a.C.).
- Fim do Período dos Reinos Combatentes Chineses (início em 481 a.C.)
- Fim do reinado de Euclidas rei de Esparta, reinou de 227 a.C. até 221 a.C.

## Mortes
- Euclidas rei de Esparta.
- Asdrúbal, o Belo, general cartaginês.